# Juan Antonio Samaranch
Juan Antonio Samaranch Torelló, Marqués de Samaranch (* 17. července 1920, Barcelona – 21. dubna 2010, Barcelona) byl španělský sportovní funkcionář a v letech 1980–2001 předseda Mezinárodního olympijského výboru.

## Život
Narodil se do bohaté rodiny. Od roku 1966 byl státním tajemníkem pro sport ve Francově autoritářském Španělsku a stal se také předsedou Španělského olympijského výboru a členem MOV. V letech 1974–1978 byl místopředsedou MOV, v letech 1977–1980 velvyslancem Španělska v Sovětském svazu a Mongolsku a v roce 1991 byl španělským králem Juanem Carlosem povýšen do šlechtického stavu.
Po letní olympiádě v roce 1980 rezignoval na post předsedy MOV Lord Killanin a byl zvolen za jeho nástupce. Během svojí vlády zabezpečil olympijskému hnutí významné sponzory a uzavřel dohody s televizními společnostmi, čímž finančně ozdravil olympijské hnutí. Letní olympijské hry 1984 byly ještě bojkotovány východním blokem, počet států sdružených v MOV a participujících na hrách ale rostl s každou následující olympiádou. Také chtěl, aby se her zúčastnili ti nejlepší sportovci, což postupně vedlo k akceptaci profesionálních sportovců.
Mezi jeho další úspěchy se řadí restrukturalizace MOV a dosažení toho, že letní olympijské hry 1992 se konaly v jeho rodné Barceloně.
Přesto byl rozporuplnou osobností a dostalo se mu nemálo kritiky zejména z řad bývalých sportovců, politiků a tisku. Byl podstatou byrokrat a do jisté míry politik autoritářského režimu generála Francisca Franca, což bylo podle některých neslučitelné s funkcí předsedy MOV. Podle kritiků byl autoritářským vládcem a odmítal kritiku zevnitř i zvenku MOV, přičemž rozhodnutí MOV byla často zahalena rouškou tajemství. V tomto kontextu je důležité poznamenat, že byl členem Opus Dei. Během jeho vedení MOV se vyskytlo mnoho případů korupce členů organizace, zejména přijímání výhod od kandidátských měst a zemí. Během posledních let na čele hnutí potlačil některé z těchto excesů, ale bylo mu vytýkáno, že o nich musel během celého své předsednictví vědět a začal konat až po nátlaku médií, zejména po skandálu okolo zimní olympiády v Salt Lake City, která se konala v roce 2002.
Jedním z jeho největších úspěchů zůstává finanční záchrana MOV, který byl v krizi od začátku sedmdesátých let 20. století a hry byly mimořádnou zátěží pro hostitelská města. Každopádně jak MOV se získanými penězi nakládá je součástí spekulací a kritiky.
V roce 2001 se již o funkci předsedy neucházel. Nahradil jej Jacques Rogge a on sám se stal doživotním čestným předsedou organizace.
Byl ženatý od roku 1955, jeho manželka Maria Teresa Salisachs Rowe (* 1931) známá jako „Bibí“ zemřela v roce 2000. Měli dvě děti; syn Juan Antonio Samaranch Salisachs je v současnosti členem MOV a od roku 2016 i prvním místopředsedou této organizace.

## Vyznamenání
- Řád kříže země Panny Marie I. třídy (Estonsko, 20. listopadu 2003)[2]
- velkokříž Řádu Sikatuna (Filipíny, 11. dubna 2001)[3]
- Řád zlatého rouna (Gruzie, 2001) – za aktivní podporu a pomoc při rozvoji olympijských sportů v Gruzii
- Velký řád krále Tomislava (Chorvatsko, 26. srpna 1993) – udělil prezident Franjo Tuđman[4]
- velkodůstojník Řádu zásluh o Italskou republiku (Itálie, 2. června 1971)[5]
- velkokříž Řádu zásluh o Italskou republiku (Itálie, 27. ledna 19891)[6]
- komtur Řádu dobré naděje (Jihoafrická republiky, 1999)
- Manasův řád III. třídy (Kyrgyzstán, 8. listopadu 1999) – za skvělé služby při podpoře olympijského hnutí v Kyrgyzstánu a pořádání III. středoasijských her
- velkokříž Řádu litevského velkoknížete Gediminase (Litva, 4. dubna 1997)[7]
- Řád republiky (Moldavsko, 14. května 1999) – udělil prezident Petru Lucinschi jako uznání zvláštních zásluh při rozvoji sportu a olympijského hnutí v Moldavsku[8]
- velkodůstojník Řádu za zásluhy Polské republiky (Polsko, 3. října 1994) – udělil prezident Lech Wałęsa[9]
- velká čestná dekorace ve zlatě s hvězdou Čestného odznaku Za zásluhy o Rakouskou republiku (Rakousko, 1994)
- Řád cti (Rusko, 25. června 2001) – za aktivní podporu rozvoje ruského olympijského a sportovního hnutí
- Řád bílého dvojkříže I. třídy (Slovensko, 3. září 2000) – udělil prezident Rudolf Schuster[10][11]
- velkokříž Řádu Karla III. (Španělsko, 20. října 1980) – udělil král Juan Carlos I.[12]
- velkokříž Řádu Isabely Katolické (Španělsko, 29. září 1975) – udělil Francisco Franco[13]
- velkokříž s řetězem Řádu Isabely Katolické (Španělsko, 31. března 2000) – udělil král Juan Carlos I.[14]
- velkokříž Řádu za občanské zásluhy (Španělsko, 1. dubna 1959) – udělil Francisco Franco[15]
- Řád knížete Jaroslava Moudrého III. třídy (Ukrajina, 21. května 2005)[16] – udělil prezident Viktor Juščenko za vynikající osobní přínos pro rozvoj a popularizaci sportu, pomoc při rozvoji olympijského hnutí na Ukrajině
- Řád za vynikající zásluhy (Uzbekistán, 29. srpna 1996)[17] – udělil prezident Islam Karimov za služby pro rozvoj olympijského hnutí, posílení mezinárodní spolupráce, míru, přátelství a vzájemného porozumění mezi národy a za podporu sportu v Uzbekistánu, za vynikající přínos k vydobytí si jeho pozice na mezinárodní scéně